# Derwent River
Pour les articles homonymes, voir Derwent.
La Derwent River est un fleuve de Tasmanie en Australie.

## Étymologie
Il doit son nom à la rivière anglaise de même nom dans le comté de Cumbria qui lui a été attribué par le Commodore John Hayes qui explora son cours en 1794. Son nom, en langue brittonique, signifie "la vallée pleine de chênes",.
Les rives du fleuve ont été habitées par le peuple Mouheneener pendant au moins 8 000 ans avant l'arrivée des européens. 
En langue autochtone, le fleuve s'appelle timtumili minanya. 

## Écologie et histoire
À l'arrivée des premiers européens, la partie aval de la rivière était bordée d'épaisses forêts de filaos dont il reste encore quelques traces.

## Géographie
Le fleuve prend sa source au lac Saint Clair et coule vers le sud sur une distance de 187 km jusqu'à la ville de New Norfolk et de là forme son estuaire sur une longueur de 52 km jusqu'à l'océan Indien. Son débit varie de 50 à 140 m3/s avec une moyenne de 90 m3/s.
Son vaste estuaire forme le port de la ville de Hobart qui est souvent considéré comme le plus profond port abrité de l'hémisphère sud. L'île Betsey se trouve l'est de son estuaire.

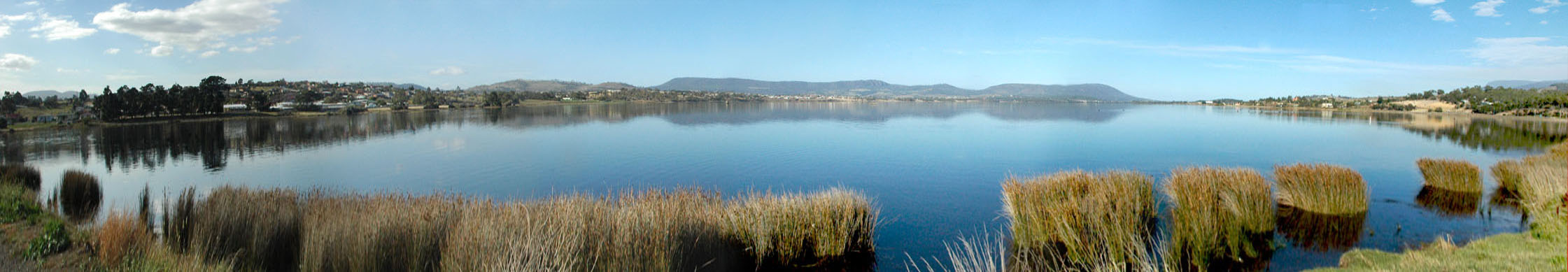
La Derwent River vue du Bridgewater bridge.